# Шавеш, Ана Бела
Ана Бела де Абреу Шавеш (порт. Ana Bela de Abreu Chaves; род. 25 марта 1952, Лиссабон) — португальская альтистка.

## Биография
Окончила Лиссабонскую консерваторию (1967), ученица Франсуа Броса. Лауреат ряда международных конкурсов, в том числе победительница Международного конкурса исполнителей в Женеве (1977).
Играла в оркестре Лиссабонского радио и в Лиссабонском филармоническом оркестре, с 1973 года — Оркестре Гюльбенкяна. После победы на женевском конкурсе Шавеш, по её собственным словам, столкнулась с завистью и преследованием коллег и в 1980 году перешла в качестве солистки в Оркестр Парижа. В 2005 г. вместе с Оркестром Парижа исполнила мировую премьеру альтового концерта «Лучи света» Эдит Кана де Шизи, в том же году была выпущена концертная запись. Среди других записей Шавеш — альтовый концерт Жоли Браги Сантуша, «Итальянская серенада» Хуго Вольфа (дирижёр Даниэль Баренбойм) и др. Кроме того, в 1980 году Шавеш вместе с гобоистом Бруно Пиццамильо, пианисткой Ольгой Пратс и контрабасистом Алехандро Эрлихом Оливой основала камерный ансамбль Opus Ensemble, активный на протяжении нескольких десятков лет, для этого состава написан ряд сочинений португальских и зарубежных композиторов.
Великий офицер португальского ордена Генриха Мореплавателя (1997), кавалер французского Ордена Искусств и литературы (2001).